# ۱۱٫۶ (فیلم)
۱۱٫۶ فیلمی فرانسوی در سبک مهیج و سرقت است که در سال ۲۰۱۳ منتشر شد. از بازیگران آن می‌توان به فرانسوا کلوزه اشاره کرد.

## جوایز
- بولی لنر نامزد بهترین نقش مکمل مرد- جشنواره Académie André Delvaux